# Отисвил (Мичиген)
Отисвил (енгл. Otisville) град је у америчкој савезној држави Мичиген.

## Демографија
По попису из 2010. године број становника је 864, што је 18 (-2,0%) становника мање него 2000. године.
| Група             | 2000.       | 2010.       |
| Белци             | 842 (95,5%) | 839 (97,1%) |
| Афроамериканци    | 9 (1,0%)    | 4 (0,5%)    |
| Азијати           | 0 (0,0%)    | 1 (0,1%)    |
| Хиспаноамериканци | 14 (1,6%)   | 10 (1,2%)   |
| Укупно            | 882         | 864         |